# لي يو-سونغ
لي يو-سونغ (هانغل: 이여성) هو لاعب كرة قدم كوري جنوبي في مركز الوسط، ولد في 5 يناير 1983 في إنتشون في كوريا الجنوبية. لعب مع سوون سامسونغ بلووينغز ونادي بوسان أي بارك.

## وصلات خارجية
- لي يو-سونغ على موقع دوري كوريا الجنوبية (الإنجليزية)
- لي يو-سونغ على موقع قاعدة بيانات كرة القدم.إي يو (الإنجليزية)